# Ypati
Ypati (in greco Υπάτη?) è un ex comune della Grecia nella periferia della Grecia Centrale (unità periferica della Ftiotide) con 6 855 abitanti secondo i dati del censimento 2001.
È stato soppresso a seguito della riforma amministrativa, detta Programma Callicrate, in vigore dal gennaio 2011 ed è ora compreso nel comune di Lamia.

## Storia
Si tratta dell'antica città tessala di Ipata, nota, più che per vicende storiche, in letteratura latina, per essere il luogo in cui prende le mosse la trama del celebre romanzo Le Metamorfosi o L'asino d'oro di Apuleio. La città, trasfigurata letterariamente nel romanzo, appare permeata da un'atmosfera magica, nella quale è significativo il sinistro potere delle fattucchiere tessale.
Nel medioevo la città era nota come Neopatria e dal 1319 al 1458 è stata capitale del Ducato di Neopatria, fino alla conquista ottomana.

## Località
Ypati è suddiviso nelle seguenti comunità (i nomi dei villaggi tra parentesi):
- Argyrochori
- Dafni
- Kastanea (Kastanea, Kapnochori)
- Kompotades
- Ladikou
- Loutra Ypatis (Loutra Ypatis, Varka, Magoula, Nea Ypati)
- Lychno (Lychno, Alonia)
- Mexiates
- Mesochori Ypatis
- Neochori Ypatis
- Peristeri
- Pyrgos
- Rodonia (Rodonia, Karya)
- Syka Ypatis
- Vasiliki
- Ypati (Ypati, Amalota)